# Škorpion (kniha)
Kniha Škorpion je pátým dílem série o čtrnáctiletém nedobrovolném špiónovi jménem Alex Rider, kterou napsal britský spisovatel Anthony Horowitz. V tomto díle Alex bojuje se zločineckou organizací Škorpion a zároveň odhaluje informace o svém otci.

## Děj
Zločinecká organizace Škorpion plánuje akci s názvem Neviditelný meč, která má za úkol znepřátelit USA a Velkou Británii. Akci má na starosti Julia Rothmanová.
Alex se během školního výletu do Benátek rozhodne vyhledat Škorpiona, jak mu poradil těsně před svou smrtí nájemný vrah Jassen Gregorovič. Při prvním setkání s organizací je málem utopen ve sklepě Vdovina paláce, sídla Julie Rothmanové. Podaří se mu dostat se ven a rozhodne se navštívit laboratoře společnosti Consanto, jejichž složku viděl v pracovně Julie Rothmanové. V budově Consanta se ale setká s Nilem, mužem ze Škorpiona, který ho málem zabil v Benátkách. Tentokrát však Nile zabije před Alexovýma očima doktora Liebermanna a chlapce odveze za Julií Rothmanovou. Ta se mu omluví za incident v Benátkách a řekne mu, že jeho otec pracoval pro Škorpiona a nabídne mu práci. Také mu ukáže video z Albertova mostu v Londýně, na kterém je vidět smrt Johna Ridera, k níž dala příkaz paní Jonesová z MI-6.
Alex se rozhodne přidat se ke Škorpionu. Nejdříve stráví nějaký čas na ostrově Malagosto, kde probíhá výcvik. Potom je vyslán na svou první misi: má za úkol zabít paní Jonesovou. Při svém pokusu neuspěje a ocitne se v rukou MI-6.
Tou dobou se dává do pohybu akce Neviditelný meč. Škorpion doručil dopis britskému ministerskému předsedovi, ve kterém vznáší několik zcela neuskutečnitelných požadavků na Spojené státy americké týkající se jejich vojenského a politického vlivu. V případě jejich nesplnění budou zavražděny tisíce londýnských školáků. Alex přehodnotí svůj postoj k MI-6 a rozhodne se jim pomoci.
Během zasedání několika politiků, odborníků a členů MI-6 včetně Alexe se nakonec podaří odhalit podstata Neviditelného meče. Londýnským školákům byl naočkován kyanid v nanoschránkách, které se pod vlivem terahertzových paprsků rozpadnou a kyanid začne působit.
Alex se vrátí za Škorpionem a Julia Rothmanová ho zavede ke kostelu Zapomenutých svatých, ze kterého startuje horkovzdušný balon se satelitními talíři, které mají vysílat terahertzové záření a zabít školáky. Alex vyleze po lanu k balonu a zničí talíře. Nile, který se mu v tom snaží zabránit, spadne z plošiny a zemře. Na Julii Rothmanovou spadne plošina, když se snaží utéct z kostela.
Na konci Alex navštíví MI-6, kde se dozví, že jeho otec byl ve skutečnosti dvojitý agent a událost na Albertově mostě byla jen sehraná jen proto, aby si Škorpion myslel, že zemřel a on mohl přestat předstírat, že pro ně pracuje. Když Alex odchází, je na Liverpool Street zasažen odstřelovačem, kterého na něj poslal Škorpion.

## Škorpion
Škorpion je fiktivní zločinecká organizace vyskytující se v sérii knih Anthonyho Horowitze o Alexu Riderovi.
Název Škorpion vzniká spojením počátečních písmen jejích hlavních aktivit: Špionážní činnost, KORupce, Praní špinavých peněz, Investice a Odstraňování Nepohodlných lidí. Organizace vznikla počátkem osmdesátých let a původně měla dvanáct členů, z nichž dva byli zavražděni, a jeden zemřel na rakovinu.
Neexistuje žádný jednotný šéf – ve vedení jednotlivých akcí se pravidelně střídají zakládající členové v abecedním pořadí. Nejstarším členem je Max Grendel. Před akcí Neviditelný meč chce organizaci opustit, což ho stojí život.
Výcvik nových členů se provádí na ostrově Malagosto nedaleko Benátek.

### Zakládající členové
- Max Grendel
- Julia Charlotte Glenys Rothmanová
- Major Winston Jou je pověřen velením akce
- Zeljan Kurst
- Levi Kroll
- Mikato
- Dr Three
- Francouz
- Australan

### Další osoby
- Jassen Gregorovič (Kozák)
- Nile
- John Rider (Lovec)
- Ash